# Шульга Анастасія Олександрівна
Анастасія Олександрівна Шульга (нар. 7 січня 1998, Київ, Україна) — українська акторка кіно.

## Життєпис
Анастасія Шульга народилась 1998 року в Києві.
У дитинстві та юності займалася хореографією. Акторка володіє англійською й італійською мовами.
У 2015 році закінчила Київську загальноосвітню школу та вступила до Київського національного університету театру, кіно і телебачення імені Івана Карпенка-Карого. До 2019 року навчалася за спеціальністю «диктор та ведучий телепрограм» у майстерні Тараса Денисенка.

## Творчість
У кіно Анастасія Шульга почала зніматися 16-річною в телесеріалі «Страх у твоєму домі» (головна роль). Потім через два роки знялась у фільмі «Улюблена вчителька» (2016). Наступного року було ще дві ролі. А вже у 2018 році їй довірили головну роль Мар'яни в серіалі «Дівчатка мої».

### Ролі в кіно
- 2020 — Бідна Саша — Саша (головна роль)
- 2020 — Дільничний з ДВРЗ — Ірина
- 2020 — Київське зірка-2 — Настя
- 2019 — Не відпускай — донька Олейка
- 2019 — Доторкнутися до серця — Юля[3]
- 2019 — Інше життя Анни — Юля, подруга Кіри
- 2019 — Розтин покаже — Рита
- 2019 — Пропавші  — Юля
- 2019 — АТО-байки — медсестра
- 2019 — Море — Ліка
- 2018 — Затемнення — Вікторія, донька Світлани та Дмитра[4]
- 2018 — Дівчатка мої — Мар'яна — головна роль[5]
- 2017 — Квіти дощу
- 2017 — Кохати вічно — Даша
- 2017 — Нюхач-3 — учасниця шоу
- 2016 — Улюблена вчителька — Іванцова
- 2014 — Страх у твоєму домі — Даша

### У рекламі
- 2015 — Intel
- 2013 — Minute of life